# Rudolf Egelhofer

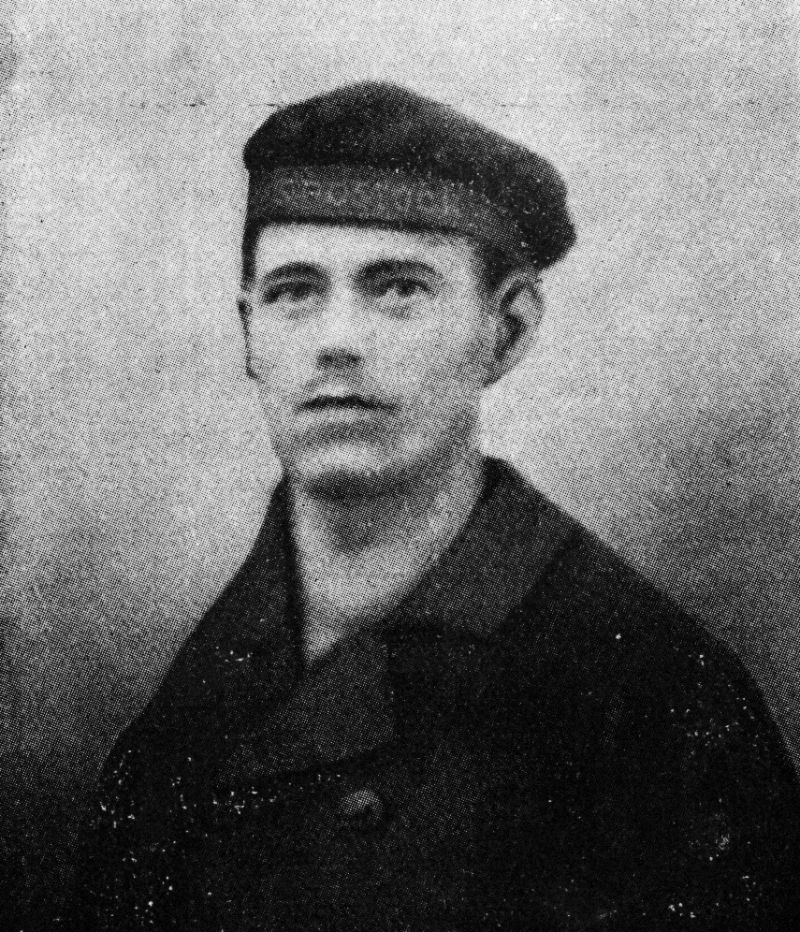
Rudolf Egelhofer

Rudolf Egelhofer (* 13. April 1896 in München; † 3. Mai 1919 ebenda) war ein bayerischer Matrose. Er war Stadtkommandant von München (13.–17. April 1919) und Oberkommandierender der Roten Armee (16. April–2. Mai 1919) während der Münchner Räterepublik und wurde deshalb am 3. Mai 1919 ohne ein Gerichtsurteil erschossen.

## Leben

### Herkunft und Marine
Geboren wurde er in der Münchner Frauenklinik als Sohn der zu der Zeit in Unterviechtach wohnhaften Katholikin Maria Kargus. Als Egelhofer wurde er später durch die Ehe seiner Mutter mit dem Schildermaler Friedrich Egelhofer legitimiert. Die Familie lebte offenbar in kargen Verhältnissen. Rudolf Egelhofer trat in die Kaiserliche Marine ein. Im März 1913 entfernte er sich als 17-jähriger Schiffsjunge in Swinemünde unerlaubt von seinem Schulschiff Victoria Louise, wie aus Polizeiakten hervorgeht. Im September 1913 erkrankte er auf der Flucht in Italien, wurde verhaftet und kehrte danach zur Marine zurück.
Seit 1914 diente Rudolf Egelhofer im Ersten Weltkrieg auch als Marineinfanterist an der Westfront in Flandern. Einem Gedicht in seinem Notizbuch nach nahm er an der Ypernschlacht teil und verurteilte das feige Verhalten von Offizieren.
1917 wurde er wegen Achtungsverletzung gegenüber einem Feldwebel zu einem Jahr Haft verurteilt, konnte aber aus dem fahrenden Transportzug springen und entkommen. Danach wurde er wieder festgenommen und saß seine Strafe ab, zuletzt in Köln-Mülmersdorf.

### Revolutionäre Aktivitäten
Im November 1918 wurde Rudolf Egelhofer während der Revolution aus dem Gefängnis befreit.
(Eine angebliche Beteiligung  am Kieler Matrosenaufstand 1918 ist wahrscheinlich falsch.)
Danach war er bei mehreren revolutionären Aktivitäten führend beteiligt.
Am 10. Januar 1919 stieg er während  einer Protestdemonstration des Spartakusbundes in das Arbeitszimmer des Ministerpräsidenten Kurt Eisner im ersten Stock des Bayerischen Außenministeriums ein. Dort erklärte er dem versammelten  Ministerrat die Forderungen von etwa 5000 demonstrierenden Arbeitern:  nach Ausrufung der Räterepublik, der Absetzung des Stadtkommandanten Oskar Dürr, diplomatischen Beziehungen zu den Räten in Russland und der Gründung einer Roten Armee. Er konnte die Freilassung einiger Gefangener erreichen.
Nach der Ermordung des Ministerpräsidenten Kurt Eisners am 21. Februar 1919 engagierte sich Rudolf Egelhofer sofort in der revolutionären Soldatenratsbewegung und trat der KPD bei.
Am 7. April 1919 wurde die Münchner Räterepublik aus gemäßigt sozialistischen Vertretern gebildet. Am 13. April leitete Rudolf Egelhofer die militärischen Verteidigungsaktivitäten der Räterepublik gegen den versuchten Palmsonntagsputsch der abgesetzten Regierung.
Unter seiner Führung stürmten revolutionäre Truppen den Münchner Hauptbahnhof, der von gegnerischen Truppen gehalten wurde.
Der Putsch konnte abgewendet werden.

### Stadtkommandant und Oberkommandierender der Roten Armee

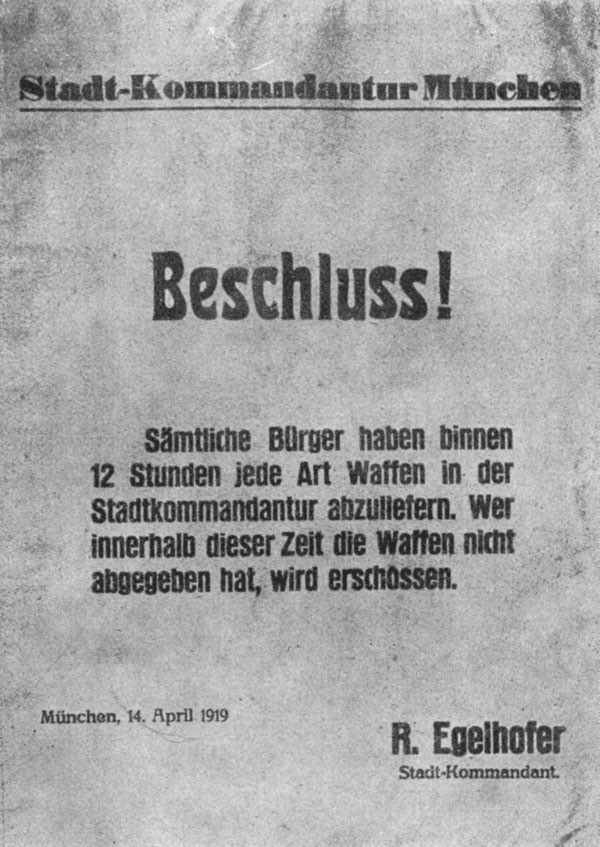
Öffentliche Anordnung zur Waffenabgabe vom 14. April 1919, unterzeichnet vom Stadtkommandanten Rudolf Egelhofer; eine der ersten Maßnahmen der neuen kommunistischen Führung der Räterepublik nach dem vereitelten Palmsonntagsputsch

Noch gleichen Tag wurde Rudolf Egelhofer zum Münchner Stadtkommandanten der  nunmehr kommunistischen Räteregierung um  Eugen Leviné und Max Levien   ernannt. In dieser Funktion erließ er einige Anordnungen, unter anderem zum sofortigen Abgabe aller Waffen von Privatpersonen.
Rudolf Egelhofer galt als mutig, tatkräftig und verfügte offenbar über ein gewisses Redetalent.

„Vom offenen Fenster herab sprach E(n)gelhofer, der Kommandant der Armee. Entschlossen und ungeziert, in Matrosenuniform, stand er da, manchmal hob er seine Faust. Wer ihn hörte, musste ihm glauben.“

Am 16. April wurde er Oberkommandant der „Roten Armee“ der Münchner Rätepublik und gab das Amt des Stadtkommandanten am folgenden Tag ab. Die Aufgabe, mit den schätzungsweise 20.000 kaum ausgebildeten, schlecht bewaffneten und höchst unterschiedlich motivierten Soldaten und Arbeitern innerhalb weniger Tage die Verteidigung Münchens gegen die heranrückende Übermacht der „weißen“ Truppen aus Reichswehrverbänden und rechtsnationalistischen Freikorps mit etwa 30.000 Soldaten zu organisieren, war für den jungen Matrosen nicht lösbar.
Seine Idee, Angehörige der „Bourgeoisie“  auf der Theresienwiese zusammenzutreiben und bei einem erfolgenden Einmarsch der „Weißen“ als Geiseln  zu erschießen, konnte er in der Stadtkommandantur nicht durchsetzen.
Am 30. April 1919 gab Rudolf Engelhofer wahrscheinlich schriftlich den Befehl zur Erschießung von Gefangenen im Münchner Luitpold-Gymnasium, vor allem von Angehörigen der völkisch-antisemitischen Thule-Gesellschaft, ohne jede formale Gerichtsverhandlung. Dieser „Geiselmord im Luitpold-Gymnasium“ löste Entsetzen bei der Bevölkerung aus und führte bei der Rückeroberung München am 1.–3. Mai durch Reichswehr und kontrarevolutionäre Freikorps zu maßloser Gewalt und Morden an Unschuldigen.

### Ermordung
Diese wurde als Anlass für  grausame Racheaktionen der Regierungs- und Freikorps-Truppen bei der nun folgenden Einnahme Münchens genommen. Insgesamt wurden mehr als 2.200 Unterstützer der Räterepublik von Standgerichten zum Tode oder zu Haftstrafen verurteilt.
Rudolf Egelhofer wurde am 1. Mai 1919 in seinem Versteck in der Wohnung der Ärztin Hildegard Menzi in der Maximilianstraße 22 entdeckt und festgenommen. Nach schweren Misshandlungen wurde er am 3. Mai in der Münchner Residenz, wo er festgehalten wurde, ohne Gerichtsverfahren erschossen.

## Ehrungen

### DDR
In der Deutschen Demokratischen Republik gab es mehrere Benennungen nach Rudolf Egelhofer:
- eine Rudolf-Egelhofer-Straße in Strausberg besteht bis in die Gegenwart
- ein Raketenschnellboot der OSA-I-Klasse (1964)
- ein Raketenschiff der Tarantul-Klasse (1985, heute USNS Hiddensee[7])
- die Unteroffiziersschule I, später Ausbildungszentrum 6 der Landstreitkräfte der NVA in Haide bei Weißwasser.
- eine Rudolf-Egelhofer-Oberschule gab es in Rostock[8]
- eine Rudolf-Egelhofer-Straße in Dranske/Rügen (bis 2012)

### München
Seit dem 29. Oktober 2016 gibt es auf dem ehemaligen Familiengrab Egelhofer Münchner Nordfriedhof, Grab Nr. 6 in Sektion 105, Reihe 5 einen Epitaph, den das „Plenum-R“ errichten ließ.
Daneben gibt es bisher in München kein weiteres Gedenken an ihn.

### Kunst
- Der Maler Heinrich Ehmsen schuf ein großes Triptychon Die Erschießung des Matrosen Egelhofer (1932–1933)[11]
- Der Liedermacher Prinz Chaos II. widmete Egelhofer ein Lied auf der CD Väter & Söhne.